# Гуменець
Гуменéць — село в Щирецькій селищній громаді Львівського району Львівської області України.
Населення села Гуменець становить 258 осіб (станом на 01.01.2019 р.). Орган місцевого самоврядування — Гуменецький старостинський округ.

## Географія
Гуменець розташоване за 30 км. на захід від Львова, і за 5 км. на південь від залізничної станції в Щирці. Через село проходить автошлях Т 1416.
Село розташоване в горбистій місцевості. На південь від села височіє пагорб на 313 м. Води протікають вигляді невеликих струмків і утворюють болотисті долини.

## Історія
Одна з перших згадок про село Гуменець (пол. Humieniec або Humeneć) датується в документах 1455 роком.
У 1515 та 1648 рр. село Гуменець було зруйновано татарами.
В 40-х роках XIX століття селяни Гуменця брали активну участь в антифеодальному русі.

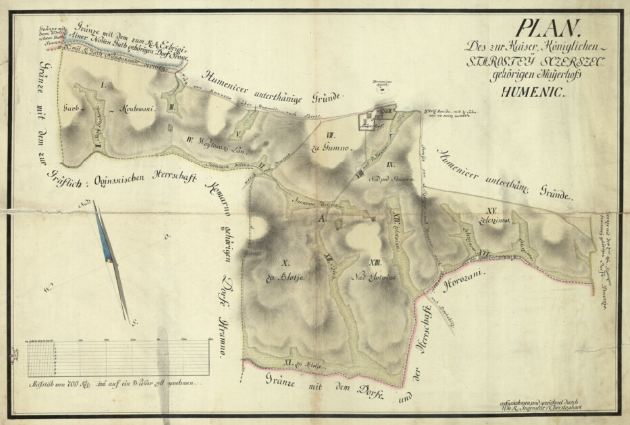
План Гуменця, що належить Щирецькому старостату, 1801-1900 рр.

За підрахунками у 1869 р. у селі було 107 будинків, 635 помешкань в комуні, та 3 будинки і 59 помешкань в садибному масиві.
За шематизмом 1881 р. нараховується 710 греко-католицьких і 18 римо-католицьких картин. Греко-католицька парафія в селі належила до Ачецького деканату; римо-католицька парафія — до Щирця. В селі була дерев’яна церква, школа та міська кредитна спілка з капіталом 2325 злотих.
У 1939 році в Гуменці мешкало 1080 осіб: 1050 українців, 20 латинників, 10 євреїв. Село належало до ґміни Острув Львівського повіту Львівського воєводства Другої Польської Республіки.
В 1959 році населення села налічувало 458 мешканців.
У 1968 р. в селі була розташована центральна садиба колгоспу ім. Жданова, що займала 2 тис. га земельної площі. Виробничий напрям — рільництво, тваринництво.

## Населення

### Мова
Розподіл населення за рідною мовою за даними перепису 2001 року:
| Мова       | Кількість | Відсоток |
| ---------- | --------- | -------- |
| українська | 332       | 98.52%   |
| російська  | 3         | 0.88%    |
| білоруська | 1         | 0.30%    |
| польська   | 1         | 0.30%    |
| Усього     | 337       | 100%     |

## Історичні пам'ятки

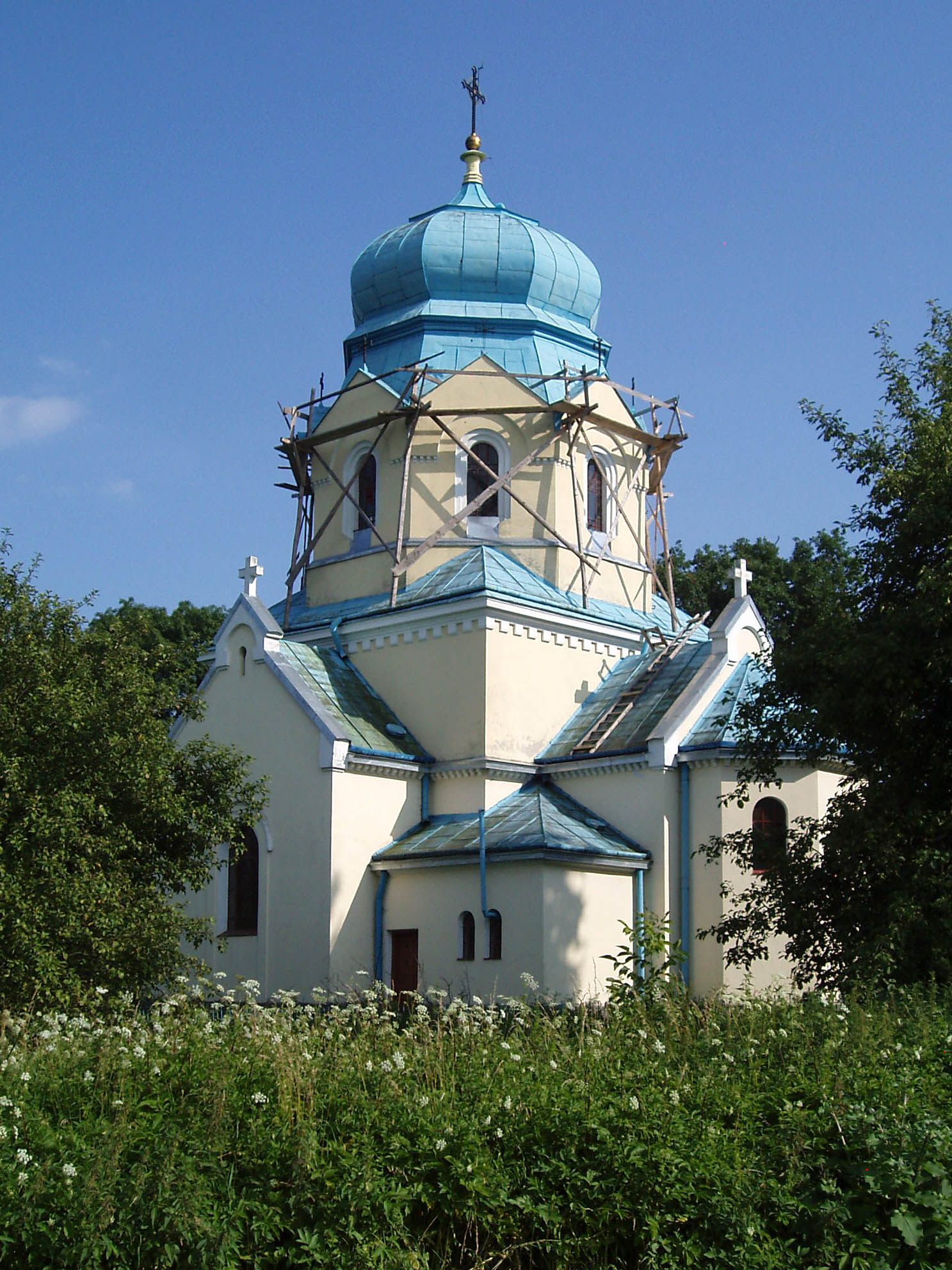
Церква Успіння Пресвятої Богородиці, село Гуменець

Церква Успіння Пресвятої Богородиці збудована у 1913 році. Церква мурована.
Церква розташована в центрі села, біля потічка. Її добре видно з дороги Щирець – Велика Горожанка.
Церква Успіння Пресвятої Богородиці внесена до реєстру пам'яток архітектури за охоронним номером 1942-М. Належить до Пустомитівського деканату, Львівської єпархії УАПЦ.

Церква Успіння Пресвятої Богородиці с. Гуменець
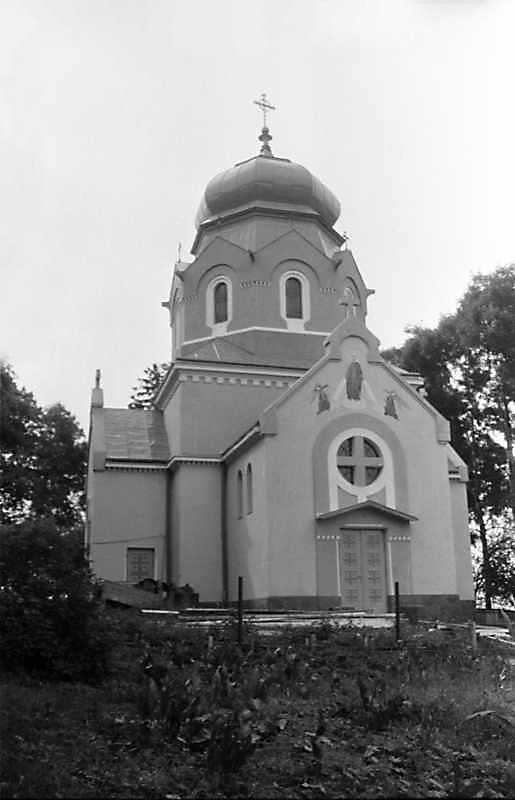
Церква Успіння Пресвятої Богородиці 1989 р. с. Гуменець
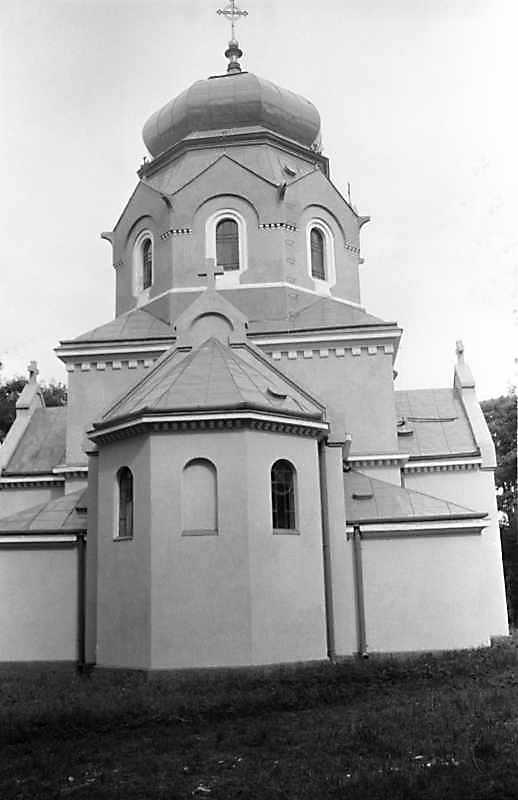
Церква Успіння Пресвятої Богородиці 1989 р. с. Гуменець - загальний вид
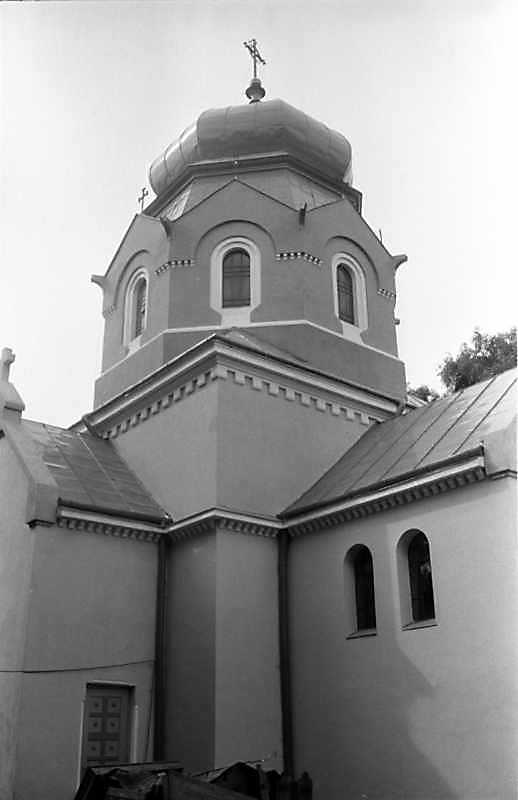
Церква Успіння Пресвятої Богородиці 1989 р. с. Гуменець - вид зверху
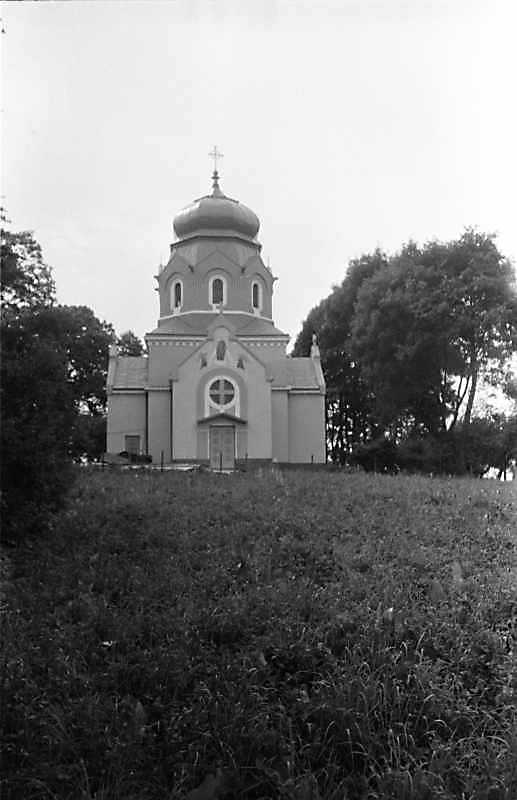
Церква Успіння Пресвятої Богородиці 1989 р. с. Гуменець - загальний вигляд
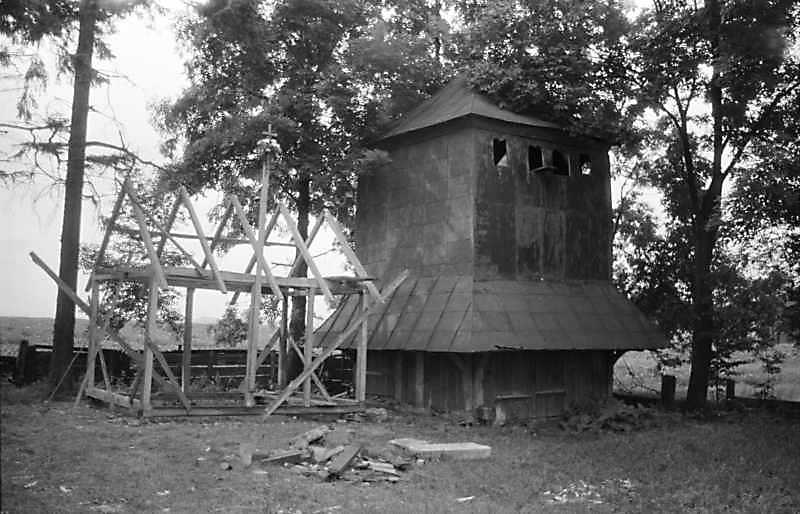
Церква Успіння Пресвятої Богородиці 1989 р. с. Гуменець - Дзвіниця (дерев'яна)

## Адміністративні та інші будівлі
- Гуменецька сільська рада;
- Церква Успіння Пресвятої Богородиці;
- Народний дім;
- Футбольне поле;
- Магазин.

## Відомі мешканці

### Народились
- Яків Загайський — український церковний діяч, священик-василіянин, педагог, директор Бучацької василіянської гімназії (1857—1868 і 1869—1870), протоігумен провінції Найсвятішого Спасителя у 1874—1878 роках.
- Стасів Дмитро Іванович — український лікар, член Українського лікарського товариства у Львові, автор книжки «Ніч серед Полудня».
- Федір Михайлович Магора — український церковний діяч, настоятель храму Різдва Пресвятої Богородиці села Хлівчани і храму мучениці Параскевії села Тяглів Сокальського району.
- Подібка Богдан Миронович ( 12.05.1996 -29.01.2024 рр) - солдат. Загинув за Україну в російсько - українській війні поблизу населеного пункту Миколаївка Бахмутського району Донецької області.